# Mahmud ibn Nasr
Raixid-ad-Dawla Mahmud ibn Nasr ibn Sàlih al-Mirdassí (àrab: محمود بن نصر بن صالح المرداسي, Maḥmūd ibn Naṣr ibn Ṣāliḥ al-Mirdāsī), més conegut simplement com a Mahmud ibn Nasr o com Raixid-ad-Dawla Mahmud (? - Alep, 1075) fou emir mirdàsida d'Alep del 1060 al 1061 i del 1065 al 1075.
A la mort del general pro-fatimita al-Bassassirí (15 de gener de 1060) el prestigi de la dinastia a Síria va quedar afectat i Atiyya ibn Sàlih, un príncep mirdàsida (germà de Thimal ibn Sàlih, emir fins al 1057 que llavors governava a Beirut, Biblos i Acre) va aprofitar per apoderar-se de Rahba on va trobar el tresor i l'armament que estava preparat per una expedició a l'Iraq. Mentre els kilabites es posaven a les ordes de Mahmud ibn Nasr, fill de l'antic emir Sàlih ibn Mirdàs, i del seu cosí Mani ibn Mukallad ibn Kamil, per intentar recuperar Alep. Un primer atac va fracassar, però després van aconseguir el suport dels ahdath de la ciutat (la infanteria local) i encara que els notables i rics i els ashraf alides van romandre fidels als fatimites, el juliol de 1060 la ciutat obria les portes a Mahmud; el governador fatimita es va fer fort a la ciutadella i va demanar ajut al Caire que va enviar al seu governador a Damasc, Nasir al-Dawla Abu Ali al-Husayn ibn Abi Muhammad al-Hasan que va entrar a la ciutat on fou collit amb fredor. L'agost Nasir al-Dawla va enfrontar als kilabites a la rodalia de la ciutat i va patir una seriosa derrota a al-Funaydik; els seus aliats kalbites, tayyites i una fracció dels kilabites el van abandonar; en la retirada, sense aigua, fou fet presoner amb la major part dels seus oficials, pels kilabites i l'endemà Atiyya entrava a Alep on es proclamà emir, però només va governar unes hores doncs els fidels de Mahmud es van imposar l'endemà; deu dies després els darrers fatimites refugiats a la ciutadella, entregaven aquesta a Mahmud a canvi de sortida lliure. Atiyya mentre, va retornar a Rahba on es va fer independent.
Thimal ibn Sàlih era en aquell moment al Caire quan se li va comunicar que el seu nebot Mahmud havia ocupat Alep i que per tant havia de retornar les viles costaneres que se li havien cedit a canvi de la ciutat nord-siriana. Thimal va decidir marxar a Alep però Mahmud, amb el suport dels seus aliats numayrites, va refusar de retornar-li la ciutat, va enviar al poeta Ibn Sinan al-Khafadji a demanar ajut a l'Imperi Romà d'Orient i de cara al califa del Caire, va alliberar a Nasir al-Dawla Muhammad al-Hasan ibn Hamdan (ex governador de Damasc que tenia presoner) i altres oficials fatimites. Però després d'algunes acciones militars en les quals els ahdath alepins van tenir un paper destacat, els xeics kilabites van imposar un acord: Thimal recuperava Alep, i Mahmud tindria dret a una compensació en diners i espècies. L'abril de 1061 Thimal va entrar altre cop a Alep on es va reunir amb els numayrites i el mateix Mahmud que mercès al geni polític de la seva esposa Mania al-Sayyida al-Alawiyya, van esdevenir els seus aliats.
Entre 1061 i 1062 Thimal va lluitar contra els romans d'Orient que havien atacat algunes de les seves posicions a les muntanyes frontereres entre Antioquia i Alep. L'emir va morir el desembre de 1062 i va designar al seu germà Atiyya com a successor que va venir des de Rahba i va assolir el poder.
Mahmud va protestar, ja que es considerava amb millor dret, i va aconseguir el suport dels xeics i notables kilabites. El juliol de 1063 va esclatar la lluita entre Atiyya i el seu nebot Mahmud, i durant un temps la sort va afavorir ara l'un ara l'altra i el 1064 es va establir una treva segons la qual Atiyya conservava Alep i els territoris a l'est del principat, de Rahba a Kinnasrin i Azaz; els territoris a l'oest quedaven per Mahmud.
Atiyya descontent amb aquesta partició va contractar un miler d'arquers turcmans que estaven al Diyar Bakr que anaven manats per Ibn Khan o Ibn Khakan, i que van ser els primers turcmans que van arribar a Síria (exclosos els que hi havien arribat com esclaus). Mahmud va haver d'acceptar una nova treva més desfavorable. Però la presència dels turcmans es va fer molesta pel mateix Atiyya, que va fer saquejar el seu campament pels ahdaths alepins, morint alguns turcmans en la lluita i la resta es van dispersar; Ibn Khan va aconseguir reunir altre cop a la seva gent, i es va posar al servei de Mahmud, i aquest va aconseguir una victòria a Mardj Dabik i després d'un setge de tres mesos va poder ocupar Alep l'agost del 1065. L'emirat va quedar de fet dividit en dues parts, una amb Alep, el jund de Kinnasrin i gran part del jund d'Homs, que dominava Mahmud, i una altra a l'est, cap a l'Eufrates, amb Rahba de capital, que va quedar per Atiyya. Aquesta divisió de fet no fou posada en qüestió després del 1065. El règim fatimita, debilitat per la fam que assolava llavors Egipte, no estava en condicions d'intervenir al nord de Síria i l'Imperi Romà d'Orient estava massa ocupat amb les incursions dels turcmans; en canvi el califa abbàssida havia recuperat influència sota la protecció dels sultans seljúcides (Alp Arslan havia succeït al seu oncle Toghril Beg I el 1063).
El 1067/1068 els turcmans van devastar els territoris romans d'Orient entre Antioquia i l'Eufrates i 70.000 captius cristians foren posats a la venda als mercats d'Alep. El mateix any Mahmud, amb el suport d'Ibn Khan i els homes d'aquest, es va apoderar d'Hamat i Homs. Es va pensar en un atac a Rahba on governava Atiyya que mantenia una lleialtat teòrica amb els fatimites i al que aquests incitaven a fer la guerra contra Mahmud. El cadi Ibn Ammar de Trípoli del Líban volia reconciliar als dos emirs mirdàsides i fer reconèixer la partició de facto del 1065, i Attiya va fer un viatge a Homs o a Damasc i va reivindicar el domini d'Homs; aprofintant la seva absència, l'emir uqàylida de Mossul, Muslim ibn Kuraysh es va apoderar de Rahba on Atiyya havia esdevingut impopular, i es va tornar a llegir la khutba en nom del califa abbàssida (sota Atiyya es feia la khutba en nom del califa fatimita).
Els turcmans que atacaven territori romà d'Orient agafaven sovint com a base de sortida el territori mirdàsida i els captius i esclaus capturats eren venuts a Alep; els romans d'Orient estaven decidits a impedir-ho. Al final de 1068, en el marc de l'ofensiva romana d'Orient a Cilícia i Síria del nord, Manbij va ser ocupada per Romà IV Diògenes, que va reforçar la ciutadella assegurant les comunicacions entre al-Ruha i Antakya (Antioquia) establint guarnició a Artah, a l'est d'Antioquia. Poc després la ciutat fou confiada al príncep local armeni al servei de l'Imperi Romà d'Orient, Filàret Bracami. Mahmud no va poder respondre als grecs i davant la potencial amenaça dels turcmans (que eren un perill major que l'Imperi Romà d'Orient) va acabar signant una treva i va lliurar al seu fill Nasr ibn Mahmud com a ostatge a canvi d'un préstec de 14.000 dinars.
Els turcmans assolaven les terres planes i buidaven els graners dels camperols i grangers i a la mateixa Alep, grups turcmans tenien enfrontaments amb població local. Mahmud no podia esperar suport dels fatimites i es va veure forçat a abandonar la lectura de la khutba en nom del califa fatimita en favor del califa abbàssida, per obtenir ajut del sultà seljúcida que era sunnita; en un discurs davant els xeics kilabites els va fer veure la imperiosa necessitat d'aquest pas i els xeics li van donar suport; la primera khutba en nom del califa abbàssida fou feta el juliol del 1070, i tot algunes mostres d'oposició popular, la mesura va tirar endavant. La Meca i Medina es van sumar al reconeixement dels abbàssides el mateix any (el Iemen ja ho havia fet el 1066). A la mateixa ciutat del Caire, Nasir al-Dawla Abu Ali al-Husayn ibn Abi Muhammad al-Hasan, home fort de la revolta militar que s'havia produït, va oferir els seus serveis als seljúcides.
El sultà Alp Arslan va demanar a Mahmud d'anar a la seva residència per postrar-se a la seva estora en signe de submissió com ja havien fet els emirs qaysites i kurds d'al-Jazira, però Mahmud s'hi va negar. Alp Arslan es va presentar a la primavera del 1071 a la rodalia d'Alep i es va establir al turó després conegut com a Tall al-Sultan, des d'on els seus homes van enviar una pluja de fletxes contra Alep, però la ciutat va resistir. Llavors Alp Arslan es va dirigir als caps de les fraccions kilabites i els va oferir de respectar l'emirat però substituir a Mahmud al capdavant. L'emir només tenia el suport segur dels alepins perquè els kilabites es podien passar a Alp Arslan en qualsevol moment i aconsellat per la seva mare Mania al-Sayyida al-Alawiyya, va anar a postrar-se a l'estora del sultà que el va confirmar com emir i li va encarregar la tasca d'expulsar els fatimites de la Síria central, mentre el sultà marxava a Armènia per enfrontar a l'exèrcit romà d'Orient que s'havia presentat a aquesta regió.
Mahmud, amb el seu exèrcit de kilabites, reforçat pels turcmans, es va apoderar de Baalbek, i es disposava a marxar contra Damasc quan va saber que el seu oncle Atiyya, que s'havia refugiat a Antioquia de l'Orontes, havia sortit d'aquesta ciutat i atacava Ma'arrat Masrin, al sud-oest d'Alep. Mahmud va retornar a la seva capital i va reunir contingents turcmans per fer front a una imminent acció romana d'Orient, que va quedar en no res després de la gran victòria d'Alp Arslan en la batalla de Mantziciert, l'agost del 1071. Atiyya es va retirar amb els romans d'Orient i poc després moria a Constantinoble i Mahmud recuperava Rahba als uqàylides el 1073.
En els últims anys Mahmud va esdevenir estrany i avar; es va mostrar cruel amb el seu entorn i va fer decapitar al fill i al germà del seu visir, el cristià Abu Bishr, el qual li havia fet costat en els moments més difícils, i el va obligar a passejar els dos caps penjats del seu coll; després, a causa d'una denúncia (que va resultar ser falsa) el va fer executar al seu torn i va tirar el cadàver a un pou de la ciutadella. També es va enfrontar a l'emir kinanita Sadid-al-Mulk Alí ibn Muqàl·lad ibn Múnqidh dels Banu Múnqidh que va abandonar Alep i es va dirigir a Trípoli del Líban i va restar xiïta i va aconseguir crear més tard un petit emirat a l'Orontes mitja amb centre a Shayzar. A finals del 1074 va conquerir als romans d'Orient la fortalesa de Sinn.
Mahmud va morir a Alep el 1075 i va deixar una herència valorada en un milió i mig de dinars. Va designar successor al seu fill petit Shabib ibn Mahmud però el fill gran, Nasr ibn Mahmud, que era descendent dels buwàyhides per part de mare, va ser qui va obtenir el reconeixement dels xeics i notables i fou proclamat emir.